# هاري جيرمان
هاري جيرمان (1 نوفمبر 1865 في المملكة المتحدة - 14 يونيو 1945 في المملكة المتحدة) (بالإنجليزية: Harry German)‏ هو لاعب كريكت بريطاني وبريطاني (وحمل سابقاً جنسية المملكة المتحدة لبريطانيا العظمى وأيرلندا). لعب مع نادي مقاطعة ليسترشاير للكريكت ‏.

## وصلات خارجية
- هاري جيرمان على موقع إي آس بي آن كريك إنفو (الإنجليزية)